# والزلی ۱۵/۶۰
والزلی ۱۵/۶۰ (Wolseley ۱۵/۶۰) خودرویی است که در سال‌های ۱۹۵۸ تا ۱۹۷۱۸۷،۶۶۱تولید شده‌است.
این خودرو در کلاس خودرو سایز متوسط قرار گرفته، طراحی آن خودروهای موتور جلو-محور عقب بوده است.

## نگارخانه

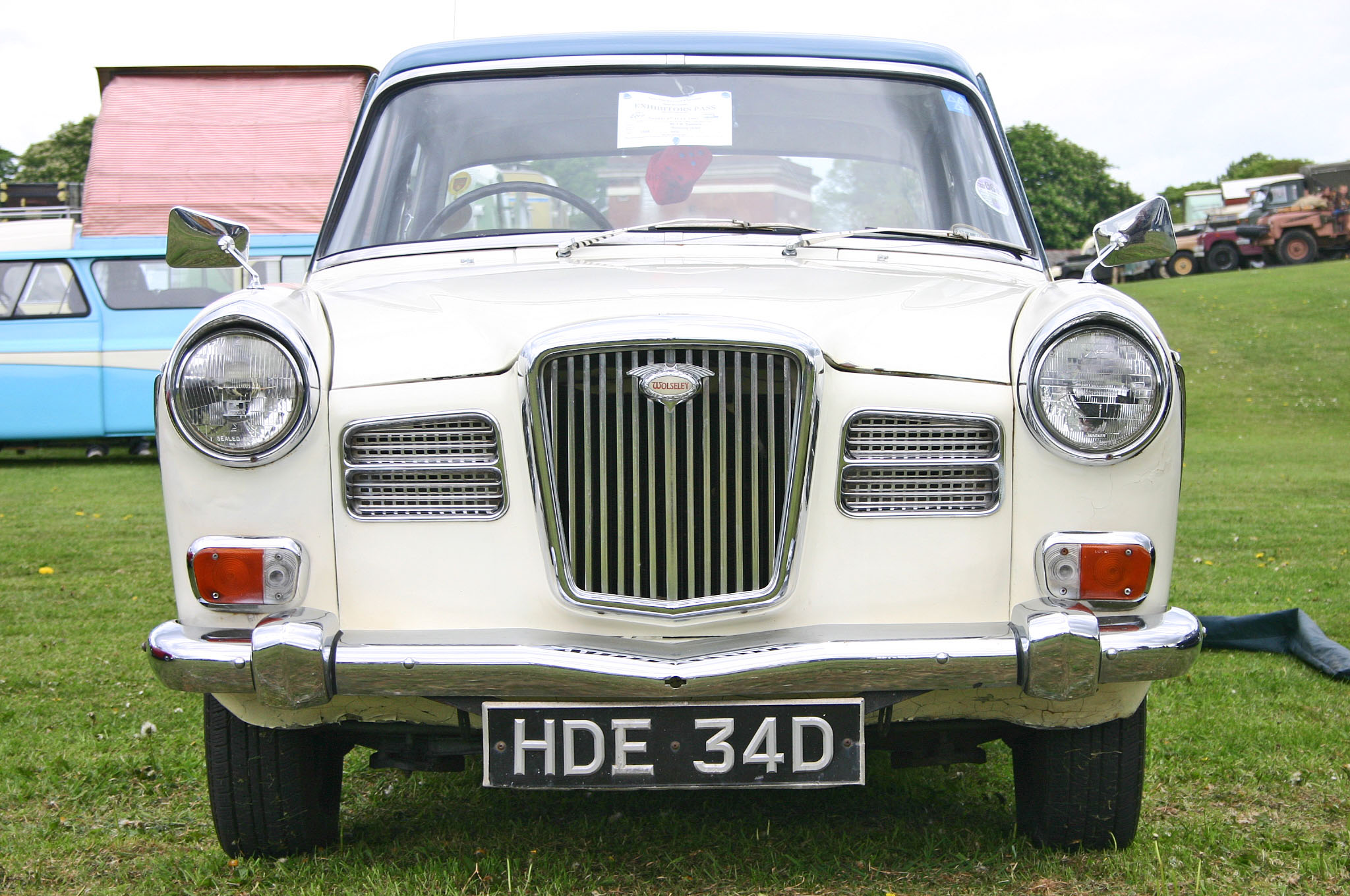
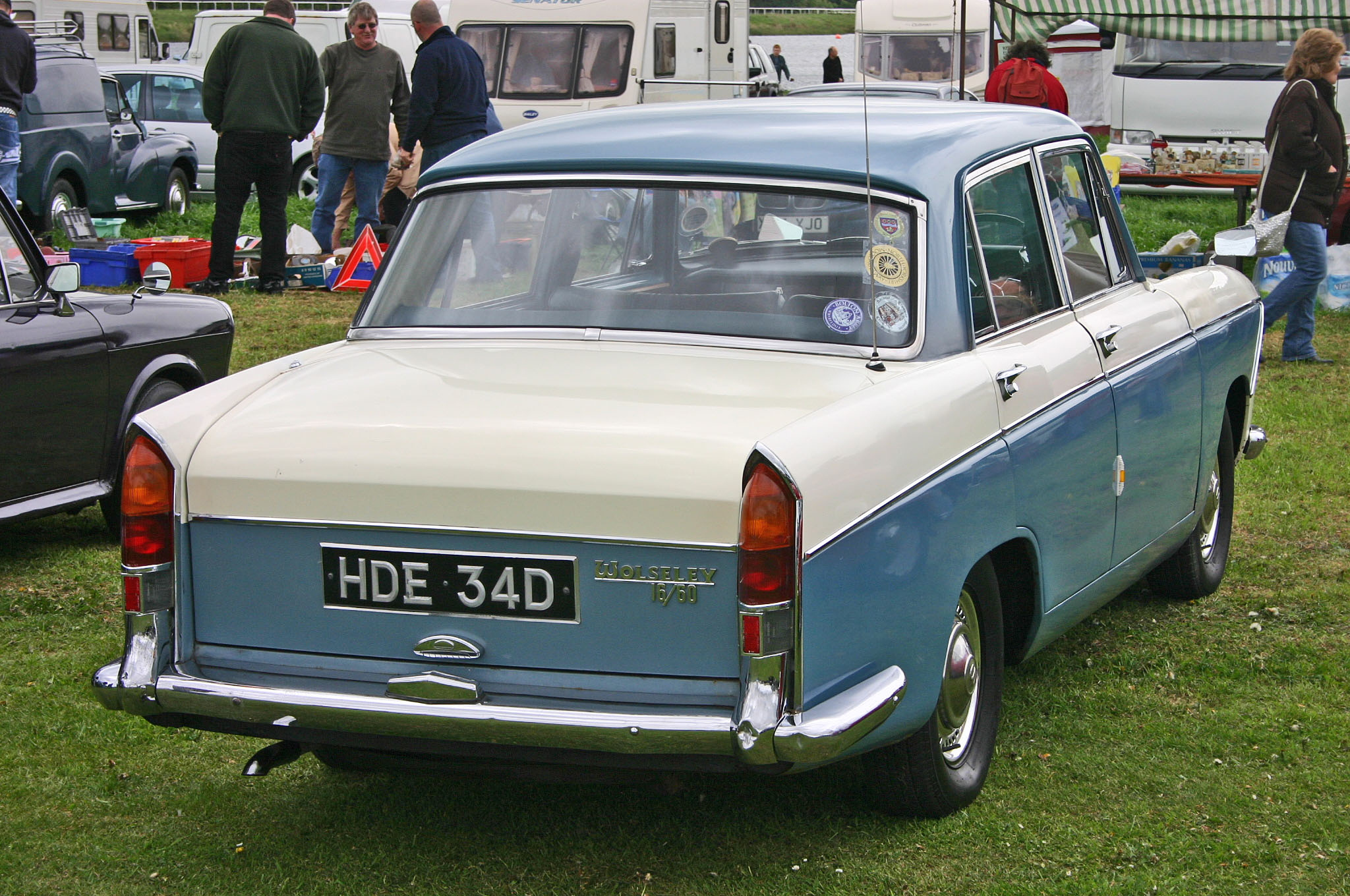
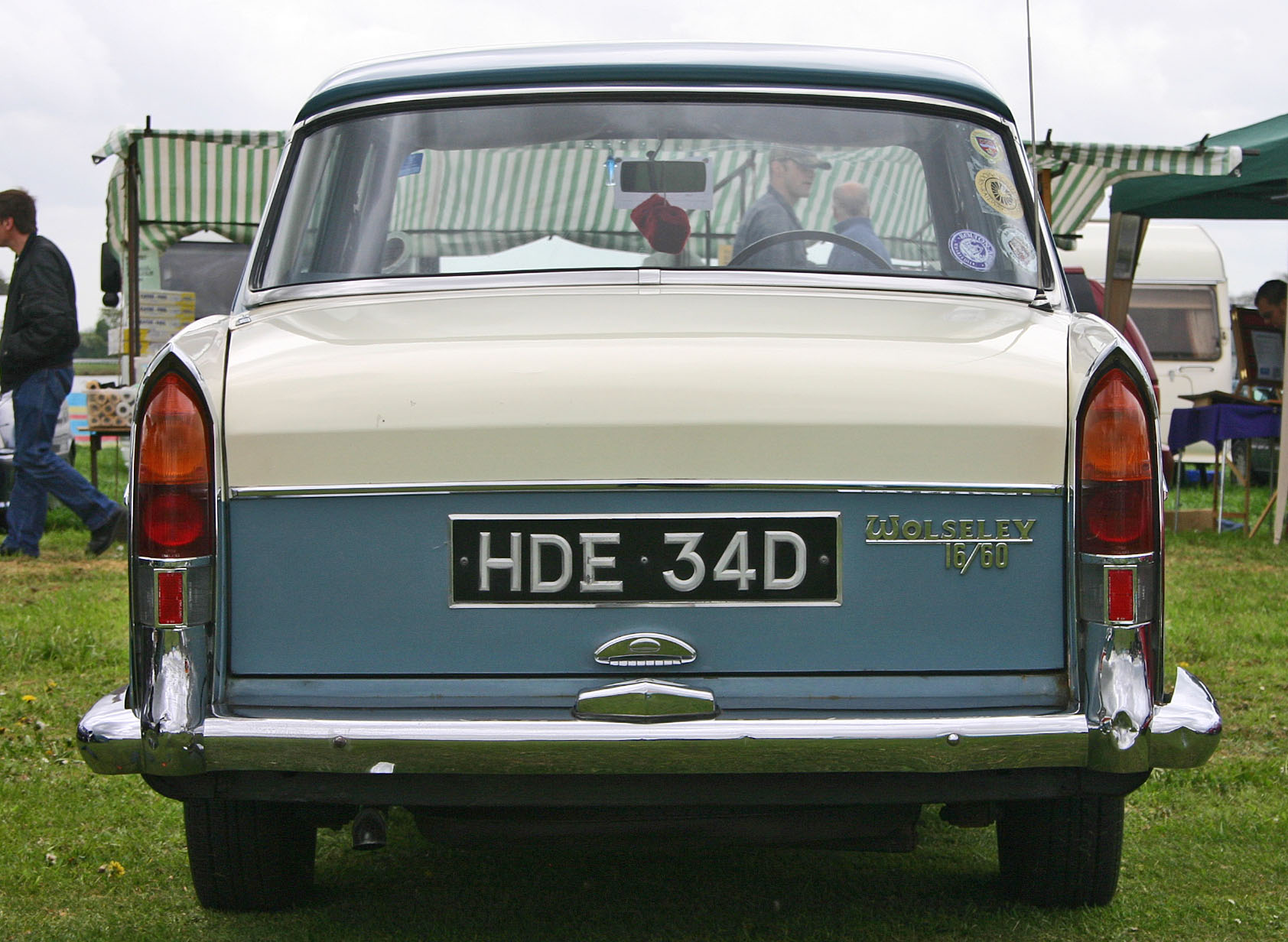